# Tasman (Nieuw-Zeeland)
Tasman is een regio van Nieuw-Zeeland op het zuidereiland. De hoofdstad is Richmond.
De regio is vernoemd naar de Tasmanbaai, die op zijn beurt weer vernoemd is naar de Nederlandse ontdekkingsreiziger Abel Tasman.